# Opel Insignia
Opel Insignia este o mașină de dimensiuni medii/familie mare proiectată și produsă de producătorul german Opel. Producția Insigniei a început în august 2008, înlocuind Vectra și Signum. Vehiculul este vândut sub marca Vauxhall din Regatul Unit, în Australia sub numele de Holden Commodore, și vândut în America de Nord și China ca Buick Regal.

## Prima generație (G09; 2008)
În Chile, vehiculul trebuia inițial comercializat sub denumirea de Chevrolet Vectra,, dar acum este vândut sub numele de Opel Insignia. Insignia și-a făcut debutul în Australia în august 2012, a fost vândut sub marca Opel, dar a fost renunțat un an mai târziu după ce marca a fost retrasă de pe piață. Acesta a fost lansat din nou în Australia (și în Noua Zeelandă pentru prima dată) sub marca Holden în 2015.
Prima generație a fost lansată în 2008 și este produsă în fabrica Opel din Rüsselsheim, Germania.

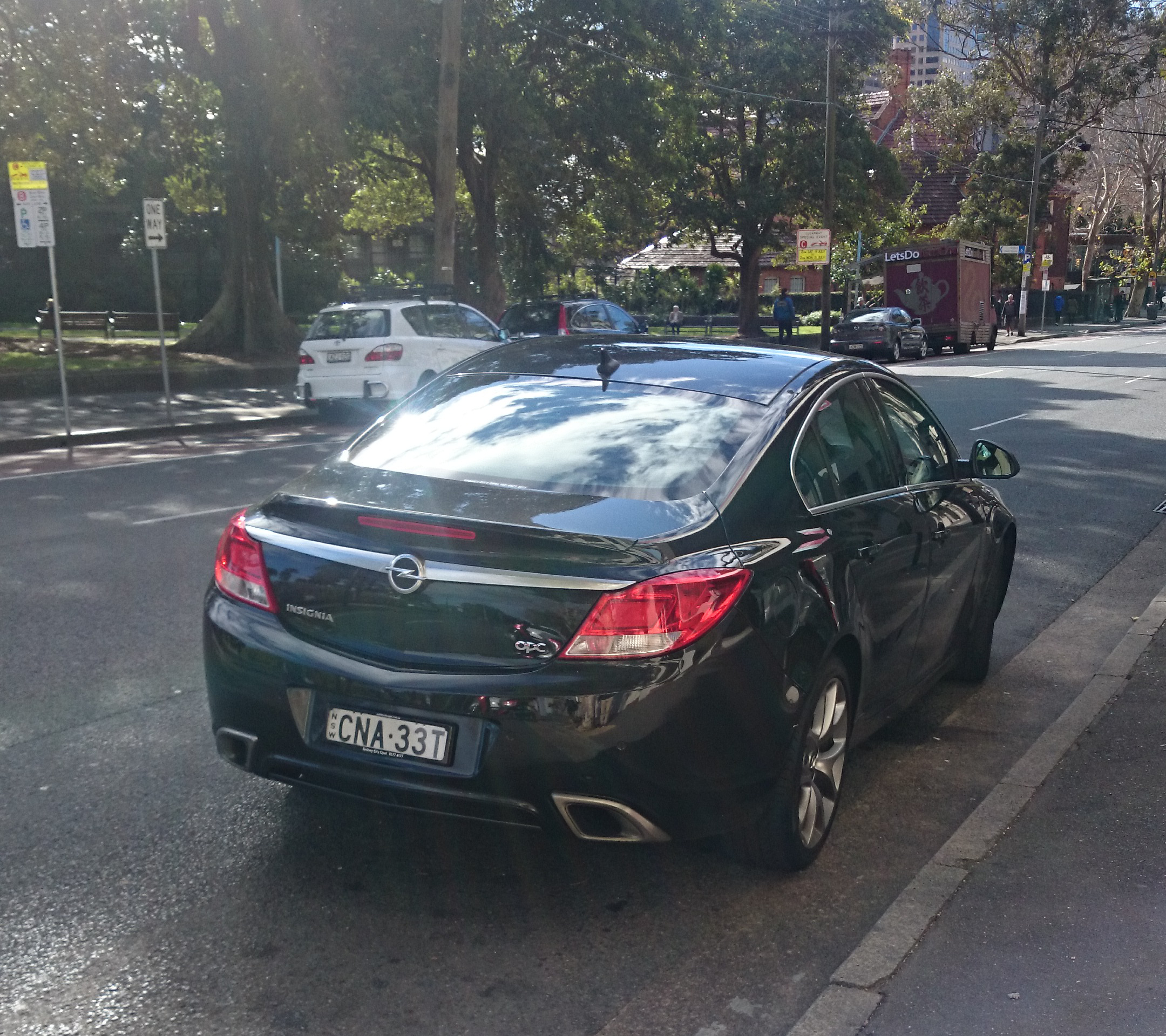
Opel Insignia OPC

## Legături externe
- Noul Insignia pe site-ul Opel[nefuncțională]
- Official international Opel Insignia website
- Official Opel Insignia website (Ireland)